# Liste der Baudenkmäler in Georgensgmünd
Auf dieser Seite sind die Baudenkmäler in der mittelfränkischen Gemeinde Georgensgmünd zusammengestellt. Diese Tabelle ist eine Teilliste der Liste der Baudenkmäler in Bayern. Grundlage ist die Bayerische Denkmalliste, die auf Basis des Bayerischen Denkmalschutzgesetzes vom 1. Oktober 1973 erstmals erstellt wurde und seither durch das Bayerische Landesamt für Denkmalpflege geführt wird. Die folgenden Angaben ersetzen nicht die rechtsverbindliche Auskunft der Denkmalschutzbehörde.

## Ensembles

### Ensemble Marktplatz
Das Ensemble (Lage) umfasst die zum Straßenplatz erweiterte Durchgangsstraße zwischen Rezatbrücke und dem Anstieg zum Kirchberg. Diese angerartige Anlage, die dem Lauf des offen fließenden Steinbaches folgt, ist die tragende Achse und das Zentrum des ausgedehnten, seit 1417 ansbachischen Dorfes, das als Marktort und Sitz einer ehemaligen großen jüdischen Gemeinde seit der Mitte des 19. Jahrhunderts einen starken Aufschwung genommen hat. In lockerer Folge reihen sich zu beiden Seiten des Marktes Handwerker- und bäuerliche Häuser meist des 18./19. Jahrhunderts, an der Nordseite vorwiegend zweigeschossige Giebelbauten, zwischen denen das Walmdachhaus Nr. 8 einen besonderen Akzent setzt, auf der Südseite vorwiegend traufseitige Bauten, zum Teil noch mit Hausgärten. Der Wechsel von Sandstein-, Fachwerk- und Putzfassaden bzw. Fassadenteilen vermittelt ein lebendiges Bild. Im Westen wird das Ensemble von der Pfarrkirche am Kirchenbuck, einem Bau im Stil der Markgrafenkirchen, und von den beiden Pfarrhäusern überragt; die schmale Westseite des Platzes wird durch neuere zweigeschossige Bauten, zum Teil störend modernisiert, begrenzt. Im Osten, zu beiden Seiten der Brücke, bildet das Ensemble eine Wasserfront aus. Aktennummer: E-5-76-121-1.

### Ensemble Ortskern Hauslach
Das Ensemble (Lage) umfasst das aus vierzehn alten Anwesen bestehende, sich an einen Höhenrücken anlehnende Hopfenbauerndorf Hauslach. Der Ort wird 1322 zuerst urkundlich genannt. Die Bebauung, meist Dreiseithöfe, gruppiert sich zu beiden Seiten zweier Straßen, der Durchgangsstraße und der eigentlichen, im rechten Winkel abzweigenden Dorfgasse, in dichter Abfolge. Sie weist überwiegend noch den Typ des Hopfenbauernhauses des 18./19. Jahrhunderts im Spalter Land auf, erdgeschossige Sandsteinquaderbauten mit Steilsatteldächern, meist über Fachwerkgiebeln. Störend macht sich vor allem das Wirtschaftsgebäude zu Nr. 15 im Ensemble bemerkbar. Von besonderer Bedeutung ist die Ortsansicht von Osten her. Aktennummer: E-5-76-121-2.

## Baudenkmäler nach Gemeindeteilen

### Georgensgmünd
| Lage                                                                        | Objekt                                        | Beschreibung | Akten-Nr.               | Bild                        |
| --------------------------------------------------------------------------- | --------------------------------------------- | --- | ----------------------- | --------------------------- |
| Am Anger 2 (Standort)                                                       | Wohnhaus                                      | Zweigeschossiger Sandsteinquaderbau, Fensterbänke nachklassizistisch, um 1870/80 | D-5-76-121-2 Wikidata   | BW                          |
| Am Anger 6 (Standort)                                                       | Ehemaliges Milchhaus                          | Erdgeschossiger Satteldachbau, Fachwerkgiebel und traufseitige Vorhalle, um 1920/30 | D-5-76-121-123          | Ehemaliges Milchhaus        |
| Am Anger 9 (Standort)                                                       | Ehemalige Synagoge                            | Sandsteinquaderbau, Innenraum mit hölzernem Tonnengewölbe und Emporen, Kelleranlagen, 1734/36; mit Mikwe Angeschlossen ehemaliges Rabbinerhaus bzw. Schule und Lehrerwohnung, wohl gleichzeitig, 1836 erweitert Zaunpfeiler, Sandstein Kelleranlagen, vor dem Haus          | D-5-76-121-3 Wikidata   | weitere Bilder              |
| Am Anger 12 (Standort)                                                      | Gasthaus                                      | Zweigeschossiger traufseitiger Sandsteinquaderbau, nachklassizistische Fensterbänke, um 1880/90 Mit angeschlossener Scheune in Sandstein | D-5-76-121-4 Wikidata   | BW                          |
| Am Anger 21, 23 (Standort)                                                  | Wohnhaus                                      | Erdgeschossiger Sandsteinquaderbau, Steilgiebel in Fachwerk, um Mitte 19. Jahrhundert | D-5-76-121-5 Wikidata   | BW                          |
| Am Anger 45 (Standort)                                                      | Wohnhaus                                      | Traufseitbau, Erdgeschoss Sandsteinquader, Obergeschoss Fachwerk, um Mitte 19. Jahrhundert, stark erneuert | D-5-76-121-6 Wikidata   | BW                          |
| Am Kirchenbuck 1 (Standort)                                                 | Pfarrhaus                                     | Villenartiger Neurenaissancebau, Backstein mit Sandsteingliederungen, Ende 19. Jahrhundert | D-5-76-121-7 Wikidata   | BW                          |
| Am Kirchenbuck 2 (Standort)                                                 | Altes Pfarrhaus                               | Zweigeschossiger Satteldachbau, Fachwerkobergeschoss, 1816, Anbau 1861 | D-5-76-121-8 Wikidata   | BW                          |
| Am Kirchenbuck 2; Am Kirchenbuck 7; Am Mühlbuck 4; Am Mühlbuck 5 (Standort) | Evangelisch-lutherische Pfarrkirche St. Georg | 1760 von Johann David Steingruber, durch Umbau und Erweiterung 1907/08 stark verändert; mit Ausstattung Friedhof, von Sandsteinquadermauer des 18./frühen 19. Jahrhunderts umgeben Klassizistisches Grabmal Böhm, um 1800, und weitere Grabstätten                          | D-5-76-121-9 Wikidata   | weitere Bilder              |
| Bernloher Weg 7 (Standort)                                                  | Ehemaliges Bauernhaus                         | Zweigeschossiger Fachwerkbau in zwei Flügeln, zweite Hälfte 18. Jahrhundert, Ostflügel Mitte 19. Jahrhundert | D-5-76-121-11 Wikidata  | BW                          |
| Judenbastei 9 (Standort)                                                    | Jüdischer Friedhof (Georgensgmünd)            | Angelegt 1581, im 18. Jahrhundert mehrmals erweitert, mit zahlreichen Grabsteinen aus dem 16. Jahrhundert bis aus den 1930er Jahren, umgeben von Sandsteinquadermauer aus dem 18./19. Jahrhundert Ehemaliges Leichenhaus, zweigeschossiger Walmdachbau von 1723, Anbau 1890 | D-5-76-121-13 Wikidata  | weitere Bilder              |
| Marktplatz 1 (Standort)                                                     | Ehemalige Metzgerei                           | Zweigeschossiger Sandsteinquaderbau, Satteldach, Fachwerkgiebel, um 1880/90 (entkernt) | D-5-76-121-15 Wikidata  | Ehemalige Metzgerei         |
| Marktplatz 6 (Standort)                                                     | Bauernhaus                                    | Wohnhaus mit ehemaliger Bäckerei, zweigeschossiger, giebelständiger Sandsteinquaderbau mit Satteldach, zweite Hälfte 19. Jahrhundert, aufgestockt und im Inneren erneuert 1910                                                                                              | D-5-76-121-133 Wikidata | Bauernhaus                  |
| Marktplatz 8 (Standort)                                                     | Langgestreckter Walmdachbau                   | Sandstein mit Fachwerkobergeschoss, erbaut 1779 | D-5-76-121-16 Wikidata  | Langgestreckter Walmdachbau |
| Marktplatz 9 (Standort)                                                     | Satteldachbau                                 | Obergeschoss und Giebel Fachwerk, zweite Hälfte 18. Jahrhundert, traufseitiger Anbau 1895 | D-5-76-121-17 Wikidata  | Satteldachbau               |
| Marktplatz 10 (Standort)                                                    | Gasthaus Zum roten Ross                       | Stattlicher Giebelbau, Sandsteinquader, mit Giebelaufsätzen, bezeichnet „1765“ Rückgebäude, 18./19. Jahrhundert (teilweise eingestürzt) | D-5-76-121-18 Wikidata  | Gasthaus Zum roten Ross     |
| Marktplatz 11 (Standort)                                                    | Ehemaliges Bauernhaus                         | Stattlicher zweigeschossiger Bau, traufseitig mit Krüppelwalmdach, Fachwerk zum Teil verputzt, 16./17. Jahrhundert | D-5-76-121-19 Wikidata  | weitere Bilder              |
| Marktplatz 15 (Standort)                                                    | Wohnhaus                                      | Stattlicher zweigeschossiger Sandsteinquaderbau mit geschossgliedernden Gesimsen und skulpiertem Dachgesims, 1896 | D-5-76-121-20 Wikidata  | BW                          |
| Mühlgässlein 3 (Standort)                                                   | Bauernhaus                                    | Erdgeschossiger Steilgiebelbau, Sandsteinquader, um 1890 Fachwerkscheune, bezeichnet „1714“ Ehemaliges Göpelhaus, Mitte 19. Jahrhundert | D-5-76-121-22 Wikidata  | BW                          |
| Rittersbacher Straße 1 (Standort)                                           | Hierzu große Scheune                          | Fachwerk, 19. Jahrhundert | D-5-76-121-23 Wikidata  | BW                          |
| Rittersbacher Straße 2 (Standort)                                           | Bauernanwesen                                 | Zweigeschossiges Bauernhaus, Putzbau, mit seitlichem Flügelbau und angeschlossener Scheune, Sandstein mit hohem Fachwerkgiebel, westliche Teile über hohen Substruktionsmauern, gepflasterte Auffahrt, 1812, 1992/93 stark erneuert                                         | D-5-76-121-24 Wikidata  | BW                          |
| Rittersbacher Straße 3 (Standort)                                           | Schmiede                                      | Zweigeschossiger Giebelbau, im Untergeschoss Rundbogeneingang zur Werkstatt, seitlich traufseitiger kurzer Flügelbau, bezeichnet „1925“ | D-5-76-121-25 Wikidata  | BW                          |
| Rittersbacher Straße 4 (Standort)                                           | Wohnhaus                                      | Zweigeschossiger traufseitiger Sandsteinquaderbau, zweite Hälfte 19. Jahrhundert | D-5-76-121-26 Wikidata  | BW                          |
| Rittersbacher Straße 8 (Standort)                                           | Ehemalige Scheune                             | Zweigeschossiger Steilgiebelbau, Sandsteinquader, Giebel Fachwerk, um 1900, Untergeschoss modern ausgebaut; zugehörig Rittersbacher Straße 4 | D-5-76-121-27 Wikidata  | BW                          |
| Rittersbacher Straße 17 (Standort)                                          | Türsturz                                      | Bezeichnet „1812“ | D-5-76-121-28 Wikidata  | BW                          |
| Steinbacher Straße 5 (Standort)                                             | Erdgeschossiges Gütlerhaus                    | Satteldach, Fachwerkgiebel verputzt, erste Hälfte 19. Jahrhundert | D-5-76-121-29 Wikidata  | BW                          |

### Friedrichsgmünd
| Lage                                                                                           | Objekt                                                                                 | Beschreibung | Akten-Nr.               | Bild |
| ---------------------------------------------------------------------------------------------- | -------------------------------------------------------------------------------------- | --- | ----------------------- | --- |
| Am Bruckespan (Standort)                                                                       | Kriegerdenkmal 1870/71                                                                 | Obelisk auf Sandsteinsockel, 1890 | D-5-76-121-31 Wikidata  | weitere Bilder |
| Am Bruckespan (Standort)                                                                       | Kriegerdenkmal 1914/18                                                                 | Löwe auf Sockel, seitlich Steinbänke, um 1920 | D-5-76-121-32 Wikidata  | weitere Bilder |
| Am Schlösslein 1 (Standort)                                                                    | Ehemaliges Jagdschlösschen des Markgrafen Johann Friedrich von Ansbach                 | Dreigeschossiger Giebelbau, 1666, Obergeschosse Fachwerk, erste Hälfte 18. Jahrhundert Scheune | D-5-76-121-34 Wikidata  | Ehemaliges Jagdschlösschen des Markgrafen Johann Friedrich von Ansbach |
| Am Schlösslein 3 (Standort)                                                                    | Wohnhaus                                                                               | Spätklassizistischer Sandsteinquaderbau, um 1885; Doppelhaus mit Petersgmünder Straße 2 | D-5-76-121-35 Wikidata  | weitere Bilder |
| Bahnhofstraße 12 (Standort)                                                                    | Wohnhaus                                                                               | Mit Fachwerkobergeschoss und Krüppelwalmdach im Heimatstil, bezeichnet „1907“ | D-5-76-121-36 Wikidata  | BW |
| Bahnhofstraße 20, 22 (Standort)                                                                | Doppelwohnhaus                                                                         | Traufseitbau, Sandsteinquader mit verziertem Dachgesims, um 1880/85 | D-5-76-121-37 Wikidata  | BW |
| Bahnhofstraße 31 (Standort)                                                                    | Bahnhof Georgensgmünd                                                                  | Zweigeschossiges Stationsgebäude, Sandsteinquaderbau, Kernbau um 1858 mit späterer Erweiterung um 1880/85; Güterhalle, wohl um 1858                                                                              | D-5-76-121-124 Wikidata | BW |
| Bahnhofstraße 49 (Standort)                                                                    | Zweigeschossiges Wohnhaus                                                              | Sandsteinquaderbau mit Walmdach, Mitte 19. Jahrhundert | D-5-76-121-38 Wikidata  | BW |
| Industriestraße 1 (Standort)                                                                   | Villa                                                                                  | Neubarock im Markgrafenstil, mit Mansarddach, bezeichnet „1916“ | D-5-76-121-39 Wikidata  | BW |
| Kirchenweg 20 (Standort)                                                                       | Villa im Landhausstil                                                                  | Mit Fachwerk, Ende 19. Jahrhundert | D-5-76-121-40 Wikidata  | BW |
| Papiermühlstraße 1 (Standort)                                                                  | Ehemaliges Sanatorium                                                                  | Malerischer Neurenaissance-Bau, Zwerchgiebel mit Zierfachwerk, Schopfwalm, Eckturm, Treppengiebel, um 1900 | D-5-76-121-41 Wikidata  | BW |
| Petersgmünder Straße 2 (Standort)                                                              | Wohnhaus                                                                               | Sandsteinquaderbau, spätklassizistisch, um 1885; Doppelhaus mit Am Schlösslein 3 | D-5-76-121-43 Wikidata  | Wohnhaus |
| Pleinfelder Straße 2 (Standort)                                                                | Wohnhaus                                                                               | Erdgeschossiger Sandsteinquaderbau mit Fachwerkgiebel, um Mitte 19. Jahrhundert | D-5-76-121-45 Wikidata  | BW |
| Pleinfelder Straße 44 (Standort)                                                               | Villa                                                                                  | Neurenaissance, Sandsteinquader, mit Zwerchgiebeln, Erker, Balkon, Loggia, bezeichnet „1904“ | D-5-76-121-46 Wikidata  | BW |
| Bahnlinie Treuchtlingen-Nürnberg (Standort)                                                    | Eisenbahnbrücke der ehemaligen Ludwig-Süd-Nord-Eisenbahn über die Petersgmünder Straße | einbogiger Sandsteinquaderbau mit seitlichen Stützmauern am Bahndamm, um 1848/49 | D-5-76-121-44 Wikidata  | weitere Bilder |
| Bahnlinie Treuchtlingen-Nürnberg (Standort)                                                    | Eisenbahnviadukt der Ludwig-Süd-Nord-Eisenbahn über die Fränkische Rezat               | dreibogiger Sandsteinquaderbau mit rustizierten Bögen und südlich anschließendem Damm bis zur Eisenbahnbrücke Petersgmünder Straße, um 1848/49, Überbau unter Bewahrung der rustizierten Bögen in Beton erneuert | D-5-76-121-30 Wikidata  | Eisenbahnviadukt der Ludwig-Süd-Nord-Eisenbahn über die Fränkische Rezat |
| Bahnlinie Treuchtlingen-Nürnberg (nordwestlich von Niedermauck gegen Georgensgmünd) (Standort) | Eisenbahnbrücke der ehemaligen Ludwig-Süd-Nord-Eisenbahn                               | mit Wasserdurchlass, einbogiger Sandsteinquaderbau, um 1848/49 | D-5-76-121-129          | [[Vorlage:Bilderwunsch/code!/C:49.170692,11.013191!/D:Bahnlinie Treuchtlingen-Nürnberg (nordwestlich von Niedermauck gegen Georgensgmünd), Eisenbahnbrücke der ehemaligen Ludwig-Süd-Nord-Eisenbahn!/\|BW]] |

### Hämmerleinsmühle
| Lage                          | Objekt              | Beschreibung                     | Akten-Nr.              | Bild |
| ----------------------------- | ------------------- | -------------------------------- | ---------------------- | ---- |
| Hämmerleinsmühle 1 (Standort) | Ehemaliger Türsturz | Sandstein, bezeichnet mit "1770" | D-5-76-121-47 Wikidata | BW   |

### Hauslach
| Lage                       | Objekt                    | Beschreibung | Akten-Nr.              | Bild |
| -------------------------- | ------------------------- | --- | ---------------------- | ---- |
| Hauslach 5, 5 a (Standort) | Bauernhof                 | Stattliches erdgeschossiges Wohnstallhaus, bezeichnet „1865“ Sandsteinquader-Hofmauer, um 1865                                                         | D-5-76-121-50 Wikidata | BW   |
| Hauslach 6 (Standort)      | Bauernhof                 | Wohnstallhaus, Sandsteinquaderbau mit Fachwerksteilgiebel, bezeichnet mit „1835“ Scheune, bezeichnet mit „1856“                                        | D-5-76-121-51 Wikidata | BW   |
| Hauslach 8 (Standort)      | Hierzu Scheune            | Sandsteinquader und Fachwerk, bezeichnet mit „1835“ | D-5-76-121-52 Wikidata | BW   |
| Hauslach 10 (Standort)     | Hierzu nördliche Scheune  | Sandsteinquader und Fachwerk, bezeichnet mit „1844“ | D-5-76-121-53 Wikidata | BW   |
| Hauslach 12 (Standort)     | Bauernhof, Wohnstallhaus  | Sandsteinquaderbau mit Fachwerkgiebel, 1720 | D-5-76-121-54 Wikidata | BW   |
| Hauslach 13 (Standort)     | Bauernhaus                | Stattlicher zweigeschossiger Sandsteinquaderbau, 1850/60 Fachwerkscheune mit Schleppgauben, 18. Jahrhundert Angebauter Stall, Sandsteinquader, um 1882 | D-5-76-121-55 Wikidata | BW   |
| Hauslach 16 (Standort)     | Hierzu Steilgiebel-Vorbau | Fachwerk, 18. Jahrhundert und Scheune, Sandstein und Fachwerk, 18./19. Jahrhundert                                                                     | D-5-76-121-56 Wikidata | BW   |

### Mäbenberg
| Lage                                               | Objekt                                      | Beschreibung | Akten-Nr.               | Bild           |
| -------------------------------------------------- | ------------------------------------------- | --- | ----------------------- | -------------- |
| Abenberger Wald 2 (Standort)                       | Ehemaliges Wohnstallhaus                    | 18./19. Jahrhundert Fachwerkscheune mit überkragendem Dach, 18. Jahrhundert | D-5-76-121-62           | BW             |
| Konrad-von-Megenberg-Straße 16 (Standort)          | Erdgeschossiges Bauernhaus                  | Sandsteinquaderbau mit Steilsatteldach, bezeichnet „1845“ Scheune 19. Jahrhundert | D-5-76-121-67 Wikidata  | BW             |
| Konrad-von-Megenberg-Straße 18 (Standort)          | Erdgeschossiges Bauernhaus                  | Gebrochenes Steilsatteldach, Sandstein, zweite Hälfte 19. Jahrhundert Scheune | D-5-76-121-68 Wikidata  | BW             |
| Konrad-von-Megenberg-Straße 21 (Standort)          | Erdgeschossiges Bauernhaus                  | Sandstein und Fachwerkgiebel, bezeichnet „1856“ Scheune | D-5-76-121-66 Wikidata  | BW             |
| Konrad-von-Megenberg-Straße 28 (Standort)          | Erdgeschossiges Bauernhaus                  | Sandstein und Fachwerk, erste Hälfte 19. Jahrhundert | D-5-76-121-65 Wikidata  | BW             |
| Konrad-von-Megenberg-Straße 32 (Standort)          | Ehemaliges Hirtenhaus                       | Erdgeschossiger Sandsteinbau mit Fachwerk, Mitte 19. Jahrhundert Waaghaus angebaut | D-5-76-121-64 Wikidata  | BW             |
| Konrad-von-Megenberg-Straße 33 (Standort)          | Bauernhaus                                  | Erdgeschossiger Satteldachbau, Sandsteinquader mit Fachwerkgiebel, erste Hälfte 19. Jahrhundert Scheune, Sandsteinquader mit Fachwerkgiebel, 19. Jahrhundert                                                                                              | D-5-76-121-63 Wikidata  | BW             |
| Konrad-von-Megenberg-Straße 35 (Standort)          | Hierzu Hopfenscheune                        | Sandsteinquader, gebrochenes Steilsatteldach mit Fachwerkgiebel, bezeichnet „1895“ | D-5-76-121-61 Wikidata  | BW             |
| Konrad-von-Megenberg-Straße 37 (Standort)          | Ehemaliger Forsthof                         | Erdgeschossiges Bauernhaus, Fachwerkbau auf massivem Kellergeschoss, angebauter Scheunen- und Stallteil, 17./18. Jahrhundert | D-5-76-121-125 Wikidata | BW             |
| Konrad-von-Megenberg-Straße 43 (Standort)          | Stattlicher Hopfenbauernhof, Dreiseitanlage | Wohnhaus, zweigeschossig, Sandsteinquader mit gebrochenem Steilsatteldach, bezeichnet „1856“ Scheune, Sandsteinquader, mit gebrochenem Steilsatteldach, gleichzeitig                                                                                      | D-5-76-121-59 Wikidata  | BW             |
| Konrad-von-Megenberg-Straße 44 (Standort)          | Hierzu Hopfenscheune                        | Sandsteinquader mit gebrochenem Steilsatteldach, 1935 | D-5-76-121-70 Wikidata  | BW             |
| Konrad-von-Megenberg-Straße 45 (Standort)          | Stattlicher Hopfenbauernhof, Dreiseitanlage | Zweigeschossiges Wohnhaus mit gebrochenem Steilsatteldach, zweite Hälfte 19. Jahrhundert Scheune, Sandsteinquader mit gebrochenem Steilsatteldach und Trockenluken, gleichzeitig Nebenhaus, Sandsteinquader mit gebrochenem Steilsatteldach, gleichzeitig | D-5-76-121-58 Wikidata  | BW             |
| Konrad-von-Megenberg-Straße 50 (Standort)          | Evangelisch-lutherische Kirche St. Oswald   | Spätgotische Chorturm-Anlage, 1489; mit Ausstattung | D-5-76-121-69 Wikidata  | weitere Bilder |
| Konrad-von-Megenberg-Straße 54 (Standort)          | Hierzu Hopfenscheune                        | Sandsteinquader, gebrochenes Steilsatteldach mit Trockenluken, Fachwerkgiebel, bezeichnet „1904“ | D-5-76-121-57 Wikidata  | BW             |
| südwestlich des Ortes beim Druidenstein (Standort) | Bildstock                                   | 18. Jahrhundert | D-5-76-121-71           | BW             |

### Mauk
| Lage               | Objekt                        | Beschreibung                                        | Akten-Nr.              | Bild |
| ------------------ | ----------------------------- | --------------------------------------------------- | ---------------------- | ---- |
| Mauk 1 (Standort)  | Scheune                       | Sandsteinquader und Fachwerk, Mitte 19. Jahrhundert | D-5-76-121-72 Wikidata | BW   |
| Mauk 6 (Standort)  | Zweigeschossiges Bauernhaus   | Sandsteinquaderbau, zweite Hälfte 19. Jahrhundert   | D-5-76-121-74 Wikidata | BW   |
| Mauk 21 (Standort) | Erdgeschossiges Wohnstallhaus | Sandstein, bezeichnet „1868“                        | D-5-76-121-76 Wikidata | BW   |

### Oberheckenhofen
| Lage                                                                             | Objekt                                             | Beschreibung                                                                     | Akten-Nr.              | Bild           |
| -------------------------------------------------------------------------------- | -------------------------------------------------- | -------------------------------------------------------------------------------- | ---------------------- | -------------- |
| Gedenkstein, Straße nach Georgensgmünd, nach 200 m 10 m links im Wald (Standort) | Gedenkstein mit Reliefkreuz                        | Bezeichnet „1479-148?“                                                           | D-5-76-121-80 Wikidata | weitere Bilder |
| Haus Nummer 3 (Standort)                                                         | Bauernhaus                                         | Sandsteinquaderbau mit gebrochenem Steilsatteldach, bezeichnet „1893“            | D-5-76-121-78 Wikidata | BW             |
| Haus Nummer 5 (Standort)                                                         | Bauernhaus                                         | Stattlicher Sandsteinquaderbau zweigeschossig mit Steilgiebel, bezeichnet „1892“ | D-5-76-121-79 Wikidata | BW             |
| Viadukt, bei Streckenkilometer 31,064 (Standort)                                 | Viadukt der Ludwig-Süd-Nord-Bahn über den Mühlbach | Dreibogig, um 1848/49, Überbau unter Bewahrung der rustizierten Bögen erneuert   | D-5-76-121-81 Wikidata | BW             |

### Obermauk
| Lage                     | Objekt          | Beschreibung                                                                    | Akten-Nr.              | Bild |
| ------------------------ | --------------- | ------------------------------------------------------------------------------- | ---------------------- | ---- |
| Haus Nummer 2 (Standort) | Kleinbauernhaus | Erdgeschossiger Sandsteinquaderbau mit Fachwerkgiebel, um Mitte 19. Jahrhundert | D-5-76-121-83 Wikidata | BW   |
| Kapelle (Standort)       | Ortskapelle     | 18./19. Jahrhundert; mit Ausstattung                                            | D-5-76-121-82 Wikidata | BW   |

### Petersgmünd
| Lage                       | Objekt                                   | Beschreibung | Akten-Nr.               | Bild                                   |
| -------------------------- | ---------------------------------------- | --- | ----------------------- | -------------------------------------- |
| Dorfring 2 (Standort)      | Hierzu ehemaliges Wirtschaftsgebäude     | Erdgeschossiger Sandsteinquaderbau, bezeichnet „1852“ | D-5-76-121-92 Wikidata  | BW                                     |
| Dorfring 7 (Standort)      | Hierzu Fachwerkscheune                   | 19. Jahrhundert | D-5-76-121-84 Wikidata  | weitere Bilder                         |
| Dorfring 10 (Standort)     | Erdgeschossiges Wohnstallhaus            | Sandstein, bezeichnet „1877“ | D-5-76-121-90 Wikidata  | Erdgeschossiges Wohnstallhaus          |
| Dorfring 19 (Standort)     | Hierzu Scheune                           | Sandsteinquaderbau mit Fachwerkgiebel, 18. Jahrhundert Backhaus | D-5-76-121-85 Wikidata  | Hierzu Scheune                         |
| Dorfring 23 (Standort)     | Stattliches Bauernhaus                   | Zweigeschossig, mit Fachwerkgiebel, 18. Jahrhundert | D-5-76-121-86 Wikidata  | Stattliches Bauernhaus                 |
| Dorfring 29 (Standort)     | Erdgeschossiges Bauernhaus               | Sandstein und Fachwerk, 19. Jahrhundert Mit angebauter Scheune im Süden | D-5-76-121-88 Wikidata  | weitere Bilder                         |
| Kirchensteig (Standort)    | Evangelisch-lutherische Kirche St. Peter | Langhaus-Saalbau 18. Jahrhundert, Turmuntergeschosse 15. Jahrhundert, Obergeschosse 19. Jahrhundert; mit Ausstattung Freitreppen Friedhof mit Ummauerung                                               | D-5-76-121-93 Wikidata  | weitere Bilder                         |
| Kirchensteig 5 (Standort)  | Ehemaliges Wildmeister- bzw. Forsthaus   | Satteldachbau, rückseitig abgewalmt, Fachwerkobergeschoss, 18. Jahrhundert Scheune mit Fachwerkgiebel, Anfang 20. Jahrhundert                                                                          | D-5-76-121-89 Wikidata  | Ehemaliges Wildmeister- bzw. Forsthaus |
| Mauker Straße 2 (Standort) | Ehemaliges Mühlenanwesen                 | Zweigeschossiger Satteldachbau, Sandstein, Laube, wohl um 1880 | D-5-76-121-127 Wikidata | Ehemaliges Mühlenanwesen               |
| Weite Wiese 3 (Standort)   | Ehemaliges Forsthaus                     | Zweigeschossiger Sandsteinquaderbau mit Lisenengliederung und Konsolenfries, Satteldach, letztes Viertel 19. Jahrhundert Ehemalige Scheune und Zerwirkhaus, Sandstein, letztes Viertel 19. Jahrhundert | D-5-76-121-94 Wikidata  | Ehemaliges Forsthaus                   |

### Rittersbach
| Lage                            | Objekt                                                                   | Beschreibung | Akten-Nr.               | Bild                |
| ------------------------------- | ------------------------------------------------------------------------ | --- | ----------------------- | ------------------- |
| Bierweg 4 (Standort)            | Forsthaus                                                                | Erdgeschossiger Sandsteinquaderbau, Kniestock, um 1890; Nebengebäude, bezeichnet „1892“                                                                           | D-5-76-121-95 Wikidata  | BW                  |
| Lorenzberg 2 (Standort)         | Zugehörige ehemalige Pfarrscheune                                        | Sandsteinquaderbau, Mitte 19. Jahrhundert | D-5-76-121-128 Wikidata | BW                  |
| Lorenzberg 3 (Standort)         | Bauernhaus                                                               | Erdgeschossiger Sandsteinquaderbau mit Fachwerkgiebel, 1829 Scheune, Sandstein, 19. Jahrhundert                                                                   | D-5-76-121-96 Wikidata  | Bauernhaus          |
| Lorenzberg 9 (Standort)         | Hierzu Backhäuschen                                                      | Sandstein, 19. Jahrhundert | D-5-76-121-97 Wikidata  | BW                  |
| Mäbenberger Straße 2 (Standort) | Stattliches Bauernhaus                                                   | Sandsteinquaderbau mit Satteldach, Mitte 19. Jahrhundert, 1922 aufgestockt                                                                                        | D-5-76-121-99 Wikidata  | BW                  |
| Ritterstraße 1 (Standort)       | Ehemalige Wagnerei                                                       | Erdgeschossiges Bauernhaus, Sandstein, 1872 Backofen Zwei Scheunen mit Fachwerk, Ende 19. Jahrhundert                                                             | D-5-76-121-100 Wikidata | BW                  |
| Ritterstraße 5 (Standort)       | Ehemaliges Gasthaus Zum Roten Ochsen bzw. markgräfliche Nebenzollstation | Zweigeschossiger Sandsteinquaderbau mit flachem Mittelrisalit, zweite Hälfte 18. Jahrhundert                                                                      | D-5-76-121-101 Wikidata | BW                  |
| Ritterstraße 11 (Standort)      | Gasthaus zum Stern                                                       | Zweigeschossiger Sandsteinquaderbau, Ende 19. Jahrhundert | D-5-76-121-102 Wikidata | BW                  |
| Ritterstraße 15 (Standort)      | Hierzu Hopfenscheune                                                     | Sandsteinquader, mit gebrochenem Steilsatteldach, ehemals bezeichnet „1898“                                                                                       | D-5-76-121-103 Wikidata | BW                  |
| Ritterstraße 17 (Standort)      | Evangelisch-lutherische Kirche St. Maria                                 | Turm Ende 14. Jahrhundert, erhöht 1840, Langhaus 1887; mit Ausstattung                                                                                            | D-5-76-121-104 Wikidata | weitere Bilder      |
| Ritterstraße 19 (Standort)      | Ehemaliges Gasthaus                                                      | Stattlicher zweigeschossiger Sandsteinquaderbau, Segmentbogenfenster, bezeichnet „1857“                                                                           | D-5-76-121-105 Wikidata | Ehemaliges Gasthaus |
| Ritterstraße 21 (Standort)      | Ehemaliges Schulhaus                                                     | Zweigeschossiger Sandsteinquaderbau mit Walmdachflügelbau, 1850 und 1888                                                                                          | D-5-76-121-106 Wikidata | BW                  |
| Ritterstraße 25 (Standort)      | Bauernhof                                                                | Wohnstallhaus, erdgeschossiger Satteldachbau, Sandsteinquader, Giebelansatz mit Voluten, 1851 erbaut Scheune, Sandsteinquader mit Fachwerkgiebel, 19. Jahrhundert | D-5-76-121-108 Wikidata | BW                  |
| Zur Steinplatte 2 (Standort)    | Ehemaliges Waaghaus                                                      | Zweigeschossiger Sandsteinquaderbau, zweite Hälfte 19. Jahrhundert                                                                                                | D-5-76-121-109 Wikidata | BW                  |
| Zur Steinplatte 4 (Standort)    | Zweigeschossiges Bauernhaus                                              | Sandstein, bezeichnet „1922“ Hopfenscheune, Sandsteinquader mit gebrochenem Steilsatteldach und Fachwerkgiebel, 1883 Austragshaus, um 1900                        | D-5-76-121-110 Wikidata | BW                  |
| Zur Steinplatte 8 (Standort)    | Ehemalige Schmiede                                                       | Zweigeschossiger Sandsteinquaderbau mit Steilsatteldach, zweite Hälfte 19. Jahrhundert                                                                            | D-5-76-121-111 Wikidata | BW                  |

### Untersteinbach ob Gmünd
| Lage                      | Objekt                     | Beschreibung | Akten-Nr.               | Bild |
| ------------------------- | -------------------------- | --- | ----------------------- | ---- |
| Haus Nummer 2 (Standort)  | Erdgeschossiges Bauernhaus | Sandstein und Fachwerk, Korbbogentür bezeichnet „1788“, Ausbau mit Quergiebel bezeichnet „1913“ Fachwerkscheune                                                                 | D-5-76-121-113 Wikidata | BW   |
| Haus Nummer 4 (Standort)  | Gasthaus zum grünen Tal    | Zweigeschossiger Sandsteinquaderbau, um 1900 | D-5-76-121-114 Wikidata | BW   |
| Haus Nummer 6 (Standort)  | Bauernhaus                 | Zweigeschossiger Sandsteinquaderbau mit Steilsatteldach, Segmentbogenfenster, Giebelrahmung durch Zickzackfries, Ende 19. Jahrhundert Scheune, Sandsteinquaderbau, gleichzeitig | D-5-76-121-115 Wikidata | BW   |
| Haus Nummer 10 (Standort) | Zugehörig Backofen         | 19. Jahrhundert | D-5-76-121-116 Wikidata | BW   |
| Haus Nummer 16 (Standort) | Bauernhaus                 | Erdgeschossiger Sandsteinquaderbau, 1856 Stattliche Scheune, bezeichnet „1932“                                                                                                  | D-5-76-121-117 Wikidata | BW   |
| Haus Nummer 18 (Standort) | Bauernhaus                 | Stattlicher zweigeschossiger Sandsteinquaderbau, bezeichnet „1924“ | D-5-76-121-118 Wikidata | BW   |
| Haus Nummer 25 (Standort) | Bauernhaus                 | Stattlicher zweigeschossiger Sandsteinquaderbau, gebrochenes Steilsatteldach, Segmentbogenfenster, um 1880/90                                                                   | D-5-76-121-119 Wikidata | BW   |

### Wernsbach
| Lage                      | Objekt        | Beschreibung | Akten-Nr.               | Bild |
| ------------------------- | ------------- | --- | ----------------------- | ---- |
| Wernsbach 4, 5 (Standort) | Gasthaus      | langgestreckter, zweigeschossiger Sandsteinquaderbau mit Walmdach, bezeichnet mit "1819"; rückwärtig angebautes ehemaliges Wohnstallhaus, erdgeschossiger, giebelständiger Steilsatteldachbau mit Fachwerkgiebel, 19. Jahrhundert | D-5-76-121-120 Wikidata | BW   |
| Wernsbach 11 (Standort)   | Wohnstallhaus | erdgeschossiger, giebelständiger Sandsteinquaderbau mit Steilsatteldach, bezeichnet mit "1852"; Nebengebäude, erdgeschossiger Sandsteinquaderbau mit Satteldach, wohl 2. Hälfte 19. Jahrhundert                                   | D-5-76-121-121 Wikidata | BW   |

## Ehemalige Baudenkmäler
In diesem Abschnitt sind Objekte aufgeführt, die früher einmal in der Denkmalliste eingetragen waren, jetzt aber nicht mehr. Objekte, die in anderem Zusammenhang – also z. B. als Teil eines Baudenkmals – weiter eingetragen sind, sollen hier nicht aufgeführt werden. Aktennummern in diesem Abschnitt sind ehemalige, jetzt nicht mehr gültige Aktennummern.

| Lage                                                | Objekt               | Beschreibung                                          | Akten-Nr.              | Bild |
| --------------------------------------------------- | -------------------- | ----------------------------------------------------- | ---------------------- | ---- |
| Hauslach Hauslach 4 (Standort)                      | Türgewände           | Bezeichnet mit „1829“                                 | D-5-76-121-49 Wikidata | BW   |
| Mäbenberg Konrad-von-Megenberg-Straße 39 (Standort) | Hierzu Hopfenscheune | Sandsteinquader mit Fachwerkgiebel, bezeichnet „1859“ | D-5-76-121-60 Wikidata | BW   |

## Abgegangene Baudenkmäler
In diesem Abschnitt sind Objekte aufgeführt, die früher einmal in der Denkmalliste eingetragen waren, jetzt aber nicht mehr existieren, z. B. weil sie abgebrochen wurden. Aktennummern in diesem Abschnitt sind ehemalige, jetzt nicht mehr gültige Aktennummern.

| Lage                                                             | Objekt                                            | Beschreibung                                                                 | Akten-Nr.               | Bild |
| ---------------------------------------------------------------- | ------------------------------------------------- | ---------------------------------------------------------------------------- | ----------------------- | ---- |
| Hämmerleinsmühle Hämmerleinsmühle, südlich der Straße (Standort) | Nebengebäude der ehemaligen Mühle                 | Erdgeschossiger Satteldachbau mit Fachwerkgiebel, 18./19. Jahrhundert        | D-5-76-121-48 Wikidata  | BW   |
| Mauk Mauk 3 (Standort)                                           | Bauernhaus                                        | Erdgeschossiger Sandsteinquaderbau mit Fachwerkgiebel, bezeichnet mit „1848“ | D-5-76-121-73 Wikidata  | BW   |
| Mauk Mauk 9 (Standort)                                           | Erdgeschossiges Wohnstallhaus mit Fachwerkscheune | Mitte 19. Jahrhundert                                                        | D-5-76-121-126 Wikidata | BW   |